# Liste de vélodromes dans le monde
Cet article recense les vélodromes disparus ou existants toujours dans le monde.

## Vélodromes existants
| Pays        | Nom                                  | Ville                             | Ouverture                         | Géolocalisation                   | Revêtement                        | Piste (longueur, largeur, inclinaison virages) | Événement(s) | Note(s)                                                                                     |
| ----------- | ------------------------------------ | --------------------------------- | --------------------------------- | --------------------------------- | --------------------------------- | ---------------------------------------------- | --- | ------------------------------------------------------------------------------------------- |
| Allemagne   | Velodrom                             | Berlin                            | 1997                              | 52° 18′ 54″ N, 13° 16′ 13″ E      | bois                              | 250 m                                          | Championnats d'Europe de cyclisme sur piste Six Jours de Berlin                                                                                         | Vélodrome couvert                                                                           |
| Australie   | Vélodrome Dunc Gray                  | Ville de Bankstown                | 1999                              | 33° 54′ 27″ S, 150° 59′ 55″ E     | bois                              | 250 m; 7 m; 42 degrés                          | Jeux olympiques de 2000 | Vélodrome couvert                                                                           |
| Belgique    | Vélodrome Kuipke                     | Gand                              | 1965                              | 51° 03′ 00″ N, 3° 44′ 00″ E       | bois                              | 167 m; 52,5 degrés                             | Six Jours de Gand | Vélodrome couvert                                                                           |
| Belgique    | Vlaams Wielercentrum Eddy Merckx     | Gand                              | 2006                              | 51° 02′ 49″ N, 3° 41′ 30″ E       | bois                              | 250 m                                          | Championnats de Belgique de cyclisme sur piste | Vélodrome couvert                                                                           |
| Belgique    | Velodroom Limburg                    | Heusden-Zolder                    | 2023                              | 50° 59′ 36″ N, 5° 15′ 57″ E       | bois                              | 250 m                                          | | Vélodrome couvert                                                                           |
| Brésil      | Vélodrome olympique de Rio           | Rio de Janeiro                    | 2007                              | 22° 34′ 59″ N, 43° 14′ 00″ O      | bois                              | 250 m                                          | Jeux olympiques de 2016 Jeux panaméricains | Seul vélodrome couvert du Brésil                                                            |
| Bulgarie    | Kolodruma                            | Plovdiv                           | 2015                              | 42° 04′ 27″ N, 24° 27′ 36″ E      | bois                              | 250 m                                          | Championnats d'Europe de cyclisme sur piste 2020 | Seul vélodrome couvert de Bulgarie                                                          |
| Canada      | Vélodrome de Burnaby                 | Burnaby                           | 1997                              | 49° 17′ 21″ N, 122° 56′ 26″ O     | bois                              | 200 m; 6 m; 47 degrés                          | Jeux panaméricains | Seul vélodrome couvert du Canada                                                            |
| Canada      | Vélodrome de Forest City             | London                            | 1965                              | 42° 55′ 04″ N, 81° 12′ 26″ O      | bois                              | 138 m; 6 m; 50 degrés                          | | Vélodrome en plein air, piste permanente la plus courte du monde                            |
| Chine       | Vélodrome de Laoshan                 | Pékin                             | 2008                              | ?                                 | bois                              | 250 m                                          | Jeux olympiques de 2008 |                                                                                             |
| Colombie    | Vélodrome Luis Carlos Galán          | Bogota                            | ?                                 | ?                                 | Ciment                            | 333 m                                          | Championnats du monde de cyclisme sur piste | Vélodrome en plein air. Derniers Championnats du monde disputés sur une piste en plein air. |
| France      | Cf. Liste de vélodromes en France    | Cf. Liste de vélodromes en France | Cf. Liste de vélodromes en France | Cf. Liste de vélodromes en France | Cf. Liste de vélodromes en France | Cf. Liste de vélodromes en France              | Cf. Liste de vélodromes en France | Cf. Liste de vélodromes en France                                                           |
| Grèce       | Vélodrome olympique d'Athènes        | Athènes                           | 1991                              | 38° 02′ 24″ N, 23° 46′ 49″ E      | bois                              | 250 m; 7,5 m                                   | Jeux olympiques de 2004 | Vélodrome couvert                                                                           |
| Japon       | Vélodrome d'Izu                      | Izu                               | 2011                              | 35° 00′ 15″ N, 139° 00′ 20″ E     | bois                              | ? m; ? m                                       | Jeux olympiques de 2020 | Vélodrome couvert                                                                           |
| Pologne     | BGŻ Arena                            | Pruszków                          | 2008                              | 52° 09′ 49″ N, 20° 49′ 19″ E      | bois                              | 250 m                                          | Championnats d'Europe de cyclisme sur piste | Vélodrome couvert                                                                           |
| Royaume-Uni | Sir Chris Hoy Velodrome              | Glasgow                           | 2012                              | 55° 30′ 18″ N, 4° 07′ 22″ O       | bois                              | 250 m                                          | Jeux du Commonwealth | Vélodrome couvert                                                                           |
| Royaume-Uni | Vélodrome de Londres                 | Londres                           | 2011                              | 51° 33′ 01″ N, 0° 00′ 55″ O       | bois                              | 250 m                                          | Jeux olympiques de 2012 Championnats d'Europe de cyclisme sur piste Six Jours de Londres                                                                | Vélodrome couvert                                                                           |
| Royaume-Uni | Vélodrome de Manchester              | Manchester                        | 1994                              | 53° 29′ 08″ N, 2° 11′ 30″ O       | bois                              | 250 m                                          | Championnats du monde de cyclisme sur piste | Vélodrome couvert                                                                           |
| Russie      | Krylatskoye Sports Complex Velodrome | Moscou                            | 1979                              | 55° 45′ 45″ N, 37° 25′ 58″ E      | bois                              | 333,33 m, 10m, 42°                             | Jeux olympiques de 1980 Six Jours de Moscou Championnats d'Europe juniors et espoirs 2003 Record de l'heure cycliste Championnats du monde juniors 2011 | Vélodrome couvert                                                                           |
| Suisse      | Centre mondial du cyclisme           | Aigle                             | 2002                              | 46° 19′ 07,24″ N, 6° 56′ 00,63″ E | Bois                              | 200 m; 6,65 m; 46,7 degrés                     | Championnats du monde juniors en 2016 et 2018 | Vélodrome couvert, part d’un complexe destiné au cyclisme au siège de l’UCI.                |
| Suisse      | Vélodrome de Genève                  | Genève                            | 1991                              | 46° 11′ 47″ N, 6° 07′ 54″ E       | Bois                              | 166,666 m                                      | Quatre Jours de Genève | Vélodrome couvert, surnommé piste Tony Rominger; piste rénovée en 2018.                     |
| Suisse      | Vélodrome de Zurich-Oerlikon         | Zurich                            | 1912                              | 47° 14′ 36″ N, 8° 19′ 50″ E       | ?                                 | 333 m; 44,5 degrés                             | Championnats du monde de cyclisme sur piste | Vélodrome en plein air, plus vieille installation sportive encore en usage en Suisse.       |
| Suisse      | Vélodrome Suisse                     | Granges                           | 2013                              | 47° 11′ 07″ N, 7° 24′ 20″ E       | Bois                              | 250 m                                          | Championnats d'Europe de cyclisme sur piste Record de l'heure cycliste                                                                                  | Vélodrome couvert                                                                           |
| Suisse      | Vélodrome de Varembé                 | Genève                            | 1892                              | 46° 13′ 08″ N, 6° 08′ 05″ E       | Ciment                            | 500 m; 6-7 m; environ 30 degrés                | ? | Vélodrome détruit en 1951, remplacé par le stade de Varembé.                                |